# Hélio Alves
Hélio Alves (* 1966 in São Paulo) ist ein brasilianischer Jazzpianist.
Alves, dessen Eltern selbst Pianisten sind, erhielt ab dem sechsten Lebensjahr Klavierunterricht. Mit 18 Jahren begann er sein Studium am Berklee College of Music in Boston, das er 1990 absolvierte. Auf Anraten von Claudio Roditi zog er nach New York City. Er arbeitete als Mitglied von Santi Debrianos Circlechant und bei Paquito D’Rivera, Joyce Moreno, Dave Samuels, Gato Barbieri, Paul Peress, Airto Moreira und Herbie Mann. Zwischen 1995 und 1997 tourte er mit Joe Henderson Double Rainbow Quartet. Zudem gründete er eigene Trios mit  John Patitucci und Al Foster bzw. Nilson Matta und Duduka da Fonseca, mit denen er seit 1998 Alben vorlegte. 2003 war er an mehreren Alben beteiligt, die einen Grammy gewannen: Yo Yo Mas Obrigado Brasil, Joe Hendersons Big Band and Paquito D'Riveras Brazilian Dreams. Auch ist er auf Alben von Slide Hampton, Louis Hayes, Hendrik Meurkens, Sadao Watanabe, Maucha Adnet und Rosa Passos zu hören.
Seit 2014 spielt er mit seinem Brazilian Trio und dem deutschen Vibraphonisten Wolfgang Lackerschmid zusammen.

## Diskographische Hinweise
- Portrait in Black and White (2003)
- Duduka Da Fonseca / Hélio Alves Songs from the Last Century (2005, Eddie Gomez, Phil Woods, Oscar Castro-Neves u. a.)
- Samba Gostoso / Wolfgang Lackerschmid & The Brazilian Trio (2016)[1]
- Duduka da Fonseca & Hélio Alves feat. Maucha Adnet: Samba Jazz & Tom Jobim (Sunnyside 2019, mit Hans Glawischnig, Billy Drewes, Romero Lubambo sowie Wynton Marsalis, Claudio Roditi)